# Мир (глубоководные аппараты)
«Мир» — два советских и российских научно-исследовательских глубоководных обитаемых аппарата для океанологических исследований и спасательных работ. Аппараты имеют глубину погружения свыше 6 км.
В настоящее время аппарат «Мир-1» находится в качестве экспоната в калининградском Музее Мирового океана, а «Мир-2» — на базе Института океанологии в Калининграде, откуда после завершения строительства нового корпуса Института океанологии на Нахимовском проспекте в Москве планируется перевезти в создаваемый там музей института.

## Общие сведения о проекте
Техническое задание на создание аппаратов было подготовлено заведующим Отделом глубоководных обитаемых аппаратов Института океанологии АН СССР, руководителем проекта И. Е. Михальцевым. Основные идеи по конструкции аппарата, устройству его отдельных систем, узлов, элементов, по комплектованию научного и навигационного оборудования принадлежат И. Е. Михальцеву, его заместителю А. М. Сагалевичу и главному инженеру проекта от финской судостроительной компании Саули Руохонену, возглавлявшему группу финских инженеров и техников, принимавших участие в строительстве аппаратов.
Базовый корабль, научно-исследовательское судно «Академик Мстислав Келдыш» построено в 1981 году на финской верфи Hollming в городе Раума. С 1982 года использовалось как судно обеспечения подводных обитаемых аппаратов «Пайсис-VII» и «Пайсис-XI». В августе — октябре 1987 года было переоборудовано в судно обеспечения для двух обитаемых подводных аппаратов «Мир». Глубоководные аппараты изготовлены в 1987 году финской компанией Rauma-Repola Oceanics, причём контракт на создание аппаратов был подписан 16 мая 1985 года, а приёмо-сдаточный акт — 17 декабря 1987 года, после успешных испытательных погружений в Ботническом заливе и в Атлантическом океане на максимальную глубину 6170 м («Мир-1») и на глубину 6120 м («Мир-2»).
Так был создан уникальный глубоководный исследовательский комплекс, объединяющий судно и два аппарата «Мир», оснащённый навигационным оборудованием и научными приборами для проведения широкого комплекса океанологических исследований.
Как судно «Академик Мстислав Келдыш», так и подводные аппараты находились под управлением Института океанологии имени П. П. Ширшова РАН. В настоящее время принадлежат Минобрнауке.
Большое значение для научных исследований имеет рабочая глубина погружения «Миров» — 6000 м, благодаря чему эти аппараты могут достигать глубин, на которых расположено 98,5 % дна Мирового океана.

## История создания
История «Миров» берёт начало в 1970 году, когда И. Е. Михальцев сформулировал концепцию незаменимости в новой незнакомой обстановке человека-исследователя, по сравнению с оператором любых программируемых роботов-аппаратов. Работая в должности заведующего Отделом глубоководных обитаемых аппаратов Института океанологии АН СССР, он являлся автором технических заданий и руководителем работ по созданию и испытаниям обитаемых исследовательских аппаратов «Пайсис» с глубиной погружения до 2000 м (1970—1976) и обитаемых аппаратов «Мир» — до 6000 м (1979—1987), убедив руководство Академии наук в необходимости выделения средств на постройку одного глубоководного аппарата.
Первые попытки заказать подводные аппараты были неудачны: совместная работа с канадской фирмой в 1980 году столкнулась с рядом технических проблем — не удалось создать камеру для экипажа, выдерживающую 600 бар, из титана, и прежде всего политических препятствий: США видели в подобном заказе нарушение КОКОМ договора о запрете экспорта в СССР передовых технологий. В 1982 году Академия наук СССР предложила заказ трём другим возможным изготовителям. Когда шведские и французские предприятия отказались от предложения, осталась фирма «Rauma-Repola» со своим дочерним предприятием «Rauma-Repola Oceanics» — Финляндия не подписывала договор о запрете экспорта в СССР передовых технологий. Мирный договор запрещал владение подводными лодками и их строительство, но этот параграф касался только военной техники, а заказанные аппараты были научно-исследовательскими. По свидетельству Пекки Лакселлы, тогдашнего руководителя финской компании, разрешение на экспорт в СССР было получено лишь потому, что чиновники КОКОМ не верили, что из подобной затеи что-либо получится. Когда же стало ясно, что инженерные проблемы решены, то поднялся шум по поводу того, как такие технологии могут быть проданы в СССР, и Лакселле пришлось несколько раз посещать Пентагон.

### Дипломатический кризис с участием США
Генеральное посольство США в Хельсинки знало о ходе работ над глубоководными камерами на «Rauma-Repola» с самого начала. В 2003 году бывший генеральный директор «Rauma-Repola» Тауно Матомяки говорил:

У них была всё-таки технически безграмотная группа, которая не смогла оценить проект правильно. Проект дали продолжить — американцы были абсолютно уверены, что отливка сферы из стали не удастся. Все предыдущие сферы сваривали из титана. <…> Мы создали предприятие «Rauma-Repola Oceanics» только затем, чтобы пожертвовать этим дочерним предприятием, и не ставить под удар всю компанию, если дело пойдёт плохо.

Так и произошло. Дочернее предприятие было создано в 1983 году, и ликвидировано вскоре после создания «Миров» в 1987 году. Получив широкую известность, фирма «Rauma-Repola» не получила ожидаемых заказов. ЦРУ и Пентагон настояли на том, что все предприятия, которые не придерживаются американских рекомендаций, подлежат банкротству без исключения.
США пытались тайно препятствовать экспорту уже готовых аппаратов в СССР. ЦРУ подозревало, что аппараты могут использоваться в территориальных водах США для разведки.
Президент Финляндии Мауно Койвисто в воспоминаниях рассказывает, что посольство США заявило угрожающе, что финские фирмы могут не получить разрешения на десятки лицензий, если СССР получит аппараты. Тогдашний вице-президент Джордж Буш написал Койвисто письмо, в котором он сообщил о подозрениях в том, что деятельность «Rauma-Repola» создаёт угрозу мировой безопасности. В своём ответе Койвисто заявил, что в соответствии с законами страны у него нет возможности вмешиваться в дела частной компании, если она не нарушает законов. Дополнительно он подчеркнул, что торговля с СССР отслеживается особенно тщательно.
Под давлением ЦРУ и Пентагона «Rauma-Repola», которая являлась тогда шестым по величине концерном Финляндии с 18 тысячами человек штата, была вынуждена отказаться от создания глубоководных аппаратов и многообещающего развития морских технологий. Например, одним из заброшенных проектов была разработка топливных элементов. Фирма также отказалась от изготовления нефтяных платформ и сейчас занимается в основном тем же, чем занималась при своём образовании в начале 1950-х годов — деревопереработкой; её дело в области металлообработки продолжает концерн Metso.

### Проектирование и изготовление

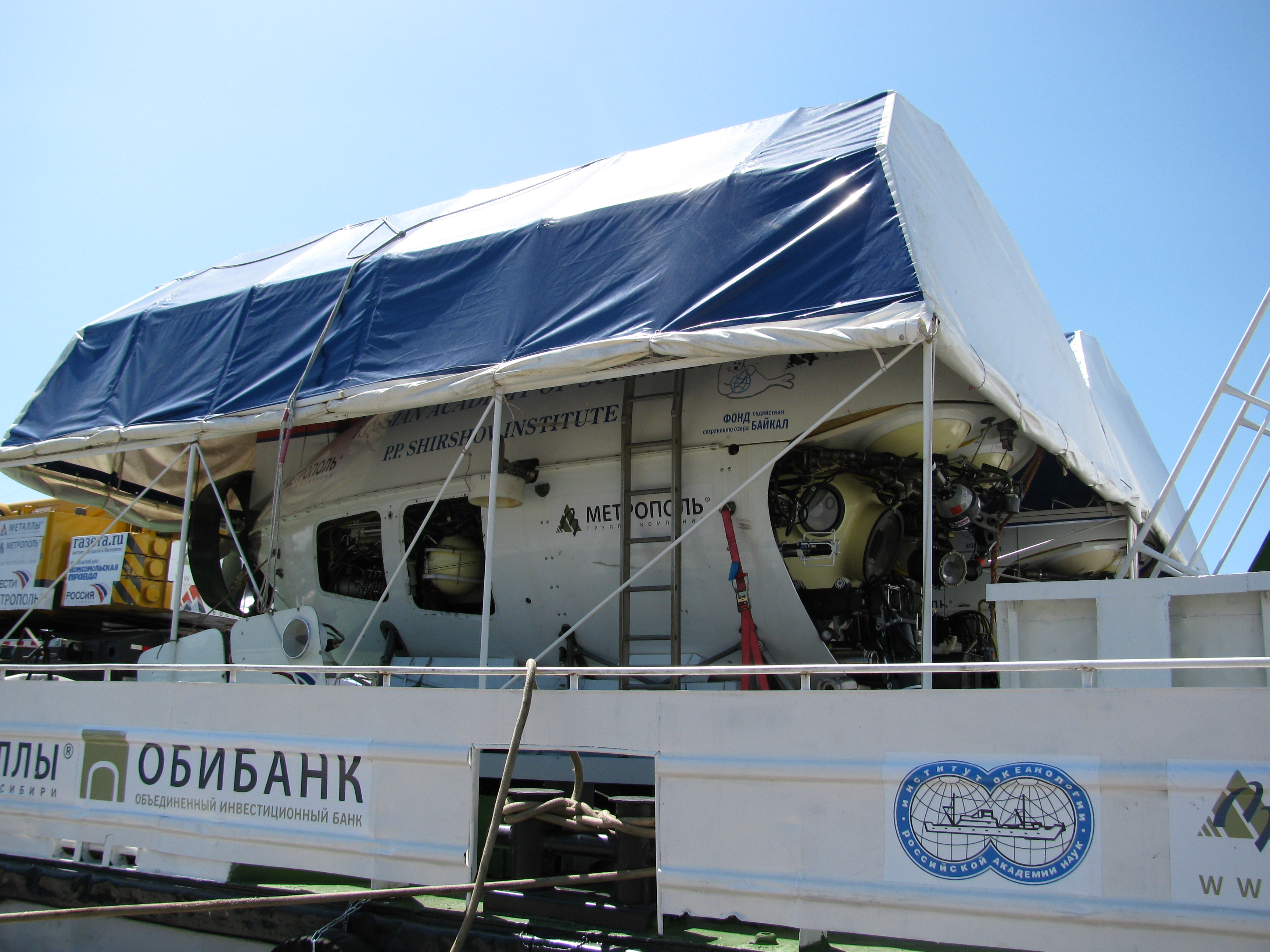
Подводные аппараты на барже

Основным и проблемным местом в батискафе является гондола, закреплённая на поплавке. В отличие от воздушного шара, она может быть легче воды, но на практике у глубоководных аппаратов должны быть очень толстые стенки, и совсем без поплавка ни один батискаф не обходится. У «Триеста» поплавок очень большой, заполнен бензином, который может вытечь; у «Миров» же поплавок имеет объём 8 м³, он твёрдый и тем самым формирует обтекаемый корпус, который невозможно «потерять».
Изготовление сфер аппаратов, выдерживающих высокое давление, было заслугой инженеров фирмы «Rauma-Repola» и применения новой технологии. Это удалось благодаря упорной работе всей конструкторской группы и высокому уровню металлургии. Фирма подписала договор до того, как стала известна окончательная технология, и взяла на себя риск как с технической, так и с торговой точки зрения. На технологию обработки был заявлен, но ещё не утверждён немецкий патент.
Двухметровые сферы экипажа для глубоководных аппаратов должны быть максимально лёгкими, чтобы плотность всего аппарата была близка к плотности воды. Тогда аппаратом можно управлять автономно на любой глубине. На практике это означает, что сфера должна быть сделана из особенно прочного и лёгкого металла. Титан хорош своей низкой плотностью, но его прочность на излом всё же меньше, чем у стали. Поэтому титановые стенки должны быть в два раза толще стальных. Титан также нельзя отлить такими крупными частями, чтобы собрать сферу без применения сварки.
«Rauma-Repola» сразу пошла по пути создания стальной сферы — у фирмы было подходящие литейное оборудование на предприятии «Lokomo». В качестве материала была выбрана марагеновая сталь (мараген), разработанная в 1960-х годах на флоте США, чьё соотношение «прочность/плотность» на 10 % лучше, чем у титана. Сплав содержит почти треть кобальта, добавки никеля, хрома и титана. Доля титана оказывает решающее значение на ударную вязкость. Подобная сталь обычно используется для создания валов транспортных средств.
Высоколегированная сталь плохо подходит для литья, но, подбирая соотношение компонентов и применив вакуумный конвертер, фирма «Lokomo» смогла отлить полусферы.
Руководитель работ по созданию «Миров» профессор Михальцев вспоминал:

Все мои пункты финны, которых я нашёл из-за стали, выполнили. Дело в том, что все аппараты делают из титана, а «Миры» сделаны из мартенситовой, сильно легированной стали с 18 % никеля. Мне повезло, что я нашёл финскую фирму «Локомо». В чём ценность этой стали. Титан, лучший сплав, имеет предел текучести — около 70 кг на квадратный миллиметр, а у этой стали — 150. Это была находка.

При отливке болванок-полусфер в них всё же остаются пузырьки с внутренней стороны, снижающие прочность. Внутренняя поверхность — самое слабое место в сфере, подверженной внешнему сжатию, откуда и начинается трещина. Для плановых глубин в 6 км критическая величина пузырька, с которого может развиться трещина в стали, — около 2 мм. Конструкторская группа в «Rauma-Repola» решила эту проблему следующим образом: полусферу отлили значительно толще и лишний материал с внутренней стороны удалили механически. Отливка имела толщину стенки 200 мм, которую уменьшили до 40 мм, болванка потеряла 70 % массы. При этом поверхность, оставшаяся после обработки, состояла из самой прочной и плотной части отливки.
Этот же принцип удаления «лишнего» использовали при изготовлении в 2012 году батискафа «Deepsea Challenger».
Соединив две полусферы болтами, полностью избежали сварки и связанных с ней проблем воздействия нагрева на прочность.
Американский запрет на экспорт не смог препятствовать изготовлению аппаратов, но различные препятствия и лишние расходы проекту он принёс. Например, электроника аппаратов была разработана и создана фирмой «Hollming», хотя её можно было купить в готовом виде за рубежом. Синтетическая пена для компенсации массы аккумуляторов была произведена в Финляндии на «Exel Oyj», так как «3M» отказался поставлять свою продукцию, прямо ссылаясь на эмбарго. В отличие от поплавков батискафов, например, заполненного бензином поплавка «Триеста», пена меньше сжимается и отсутствует риск утечки. Выдерживающая давление на глубине 6 км синтактическая пена состоит из полых стеклянных шариков диаметром 0,3 мм, связанных эпоксидной смолой. На аппарат «Мир» ушло 8 м³ пены.
В 2004 году оба аппарата прошли полную переборку и испытания в Крыловском государственном научном центре глубокой сферы (основной части «Миров»).

### Сделка
Проект «Миров» стоимостью в 200 млн финских марок был выгодной сделкой как для изготовителя, так и для заказчика, и удался более, чем могли предположить. Проект не привлекал внимания средств массовой информации и практически сохранялся в тайне вплоть до сдачи готовых аппаратов заказчику. Только после этого «Rauma-Repola» обнародовала технические данные. Репутация фирмы как изготовителя «Миров» и сейчас[когда?] на высоте. По сведениям Тауно Матомяки, международные концерны заинтересованы в глубоководных аппаратах, способных погружаться на 12 км. Построить такой аппарат технически возможно, политически — нет. Его можно купить, но проблематично продать: США после прокола с «Мирами» тщательно следят за этой областью, и все американские глубоководные аппараты принадлежат военному ведомству.
Это предсказание отчасти разрушил Джеймс Камерон, построив в 2012 году первый частный батискаф «Deepsea Challenger», хотя и проведя работы в тайне в Австралии.

## Конструкция

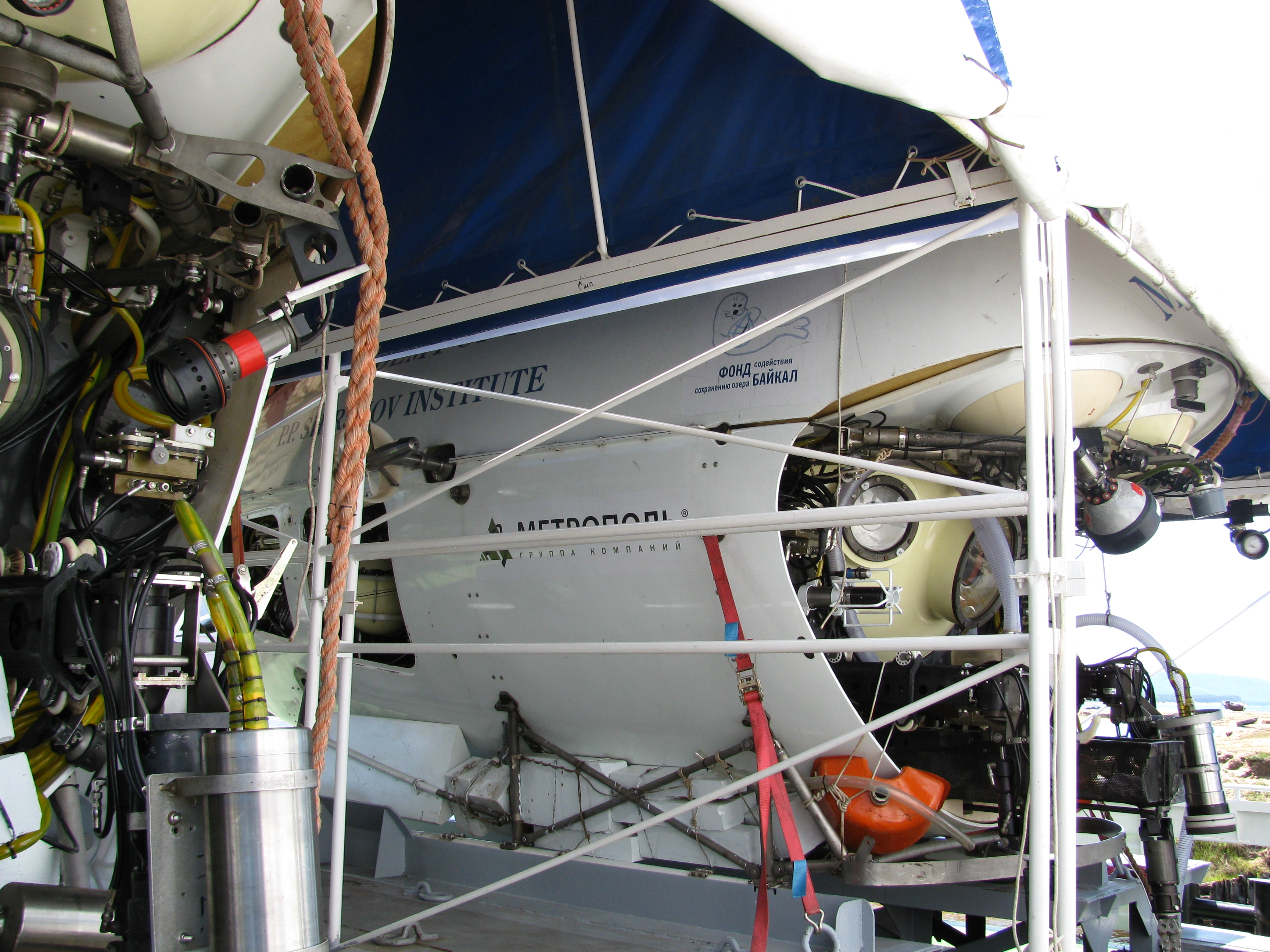
Передняя часть аппаратов

### Корпус

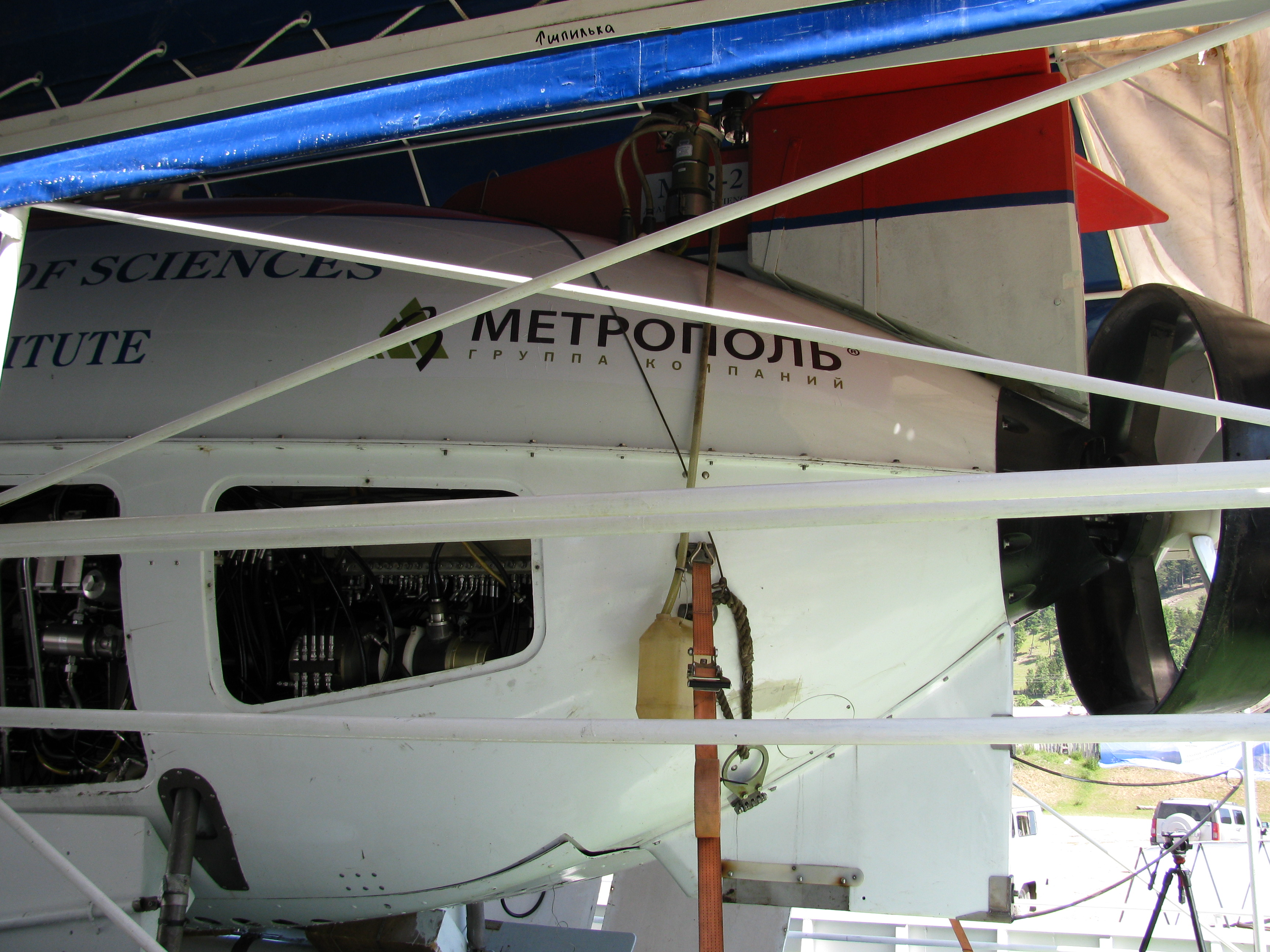
Задняя часть глубоководных аппаратов

Сферическая гондола аппаратов диаметром 2,1 м изготовлена из мартенситной, высоколегированной стали, с 18 % никеля. Сплав имеет предел текучести 150 кг на мм² (у титана — около 79 кг/мм²). Производитель: финская фирма «Lokomo», входящая в состав концерна «Rauma-Repola».

### Источник питания
Никель-кадмиевые аккумуляторы 100 кВт·ч.

### Размещение экипажа
Экипаж аппаратов «Мир» состоит из трёх человек: пилота, инженера и учёного-наблюдателя. Наблюдатель и инженер лежат на боковых банкетках, пилот сидит или стоит на коленях в нише перед приборной доской.

### Система спасения
Уникальная система аварийного спасения у аппарата состоит из синтактикового буя, выпускаемого экипажем, с прикреплённым к нему кевларовым тросом длиной 7000 м, по которому опускают половину сцепки (примерно такую же, как железнодорожная автосцепка). Она доходит до аппарата, затем происходит автоматическая сцепка и аппарат поднимают на длинном силовом тросе длиной 6500 м с усилием на разрыв около 10 т.
Кроме того, предусмотрено аварийное всплытие после сбрасывания аккумуляторной батареи с подъёмом на поверхность и аварийным открытием входного люка для доступа кислорода.
Система жизнеобеспечения позволяет экипажу дышать внутри сферы в аварийном режиме трое суток.

## Экспедиции

### Использование в кино
Впервые аппараты «Мир» были использованы для съемок фильма о «Титанике» режиссёра-документалиста Стивена Лоу в формате IMAX в 1991 году.
Аппараты использовались при съёмках фильмов Джеймса Кэмерона «Титаник» в 1995 году, документальных «Призраки бездны: „Титаник“» в 2001 году, Экспедиция «Бисмарк» в 2002 году и «Последние тайны Титаника» (Last Mysteries of the Titanic) в 2005 году, научно-популярного «Чужие из бездны» / Aliens of the Deep в 2003 году.
Участие в съёмках фильма режиссёра Джеймса Кэмерона «Титаник», премьера которого состоялась в 1997 году, принесло «Мирам» широкую известность. Впоследствии с помощью глубоководных аппаратов «Мир» было создано ещё несколько документальных и научно-популярных фильмов, благодаря которым люди увидели жизнь океанических глубин, например «Вулканы в морских глубинах» (Volcanoes of the Deep Sea) 2005 года режиссёра Стивена Лоу.
О «Мирах» снят документальный фильм «„Миры“: глубже не бывает» (2021).

### Погружение к затонувшим подлодкам
Первой операцией на затонувшей подлодке с использованием глубоководных аппаратов Института океанологии стало исследование места затопления АПЛ К-8 в Атлантическом океане с помощью аппаратов «Пайсис», однако достичь подлодки не удалось из-за большой глубины её залегания. В этой операции участвовала почти вся основная будущая команда командиров и пилотов аппаратов «Мир».
«Мирами» обследовалась затонувшая подводная лодка «Комсомолец». В районе гибели подлодки в Норвежском море было проведено семь экспедиций в период с 1989 по 1998 год, в ходе которых «Миры» совершили 70 погружений на глубину 1700 м. Ежегодные работы позволили оценить общую ситуацию и принять решение о консервации носовой части лодки «Комсомолец» с использованием новейших глубоководных технологий, никогда не применявшихся ранее. Позднее для контроля за состоянием «Комсомольца» «Миры» проводили ещё две экспедиции в разные годы. Последняя — в 2007 году.
В 1994—1995 годах «Миры» принимали участие в экспедиции под названием Project Orca к японской подводной лодке I-52, затопленной 23 июня 1944 года в Бискайском заливе первой противолодочной самонаводящейся акустической торпедой Mark 24 FIDO, выпущенной с торпедоносца Грумман TBF/TBM «Авенджер».
В конце сентября 2000 года аппараты использовались для обследования АПЛ «Курск». В результате погружений «Миров» была установлена причина гибели атомного подводного крейсера, разработан комплекс мероприятий по ликвидации последствий аварии и принято решение о подъёме корабля.

### Исследование океана
По оценке конструктора и командиров аппаратов «Мир-1» и «Мир-2» И. Е. Михальцева, А. М. Сагалевича и Е. С. Черняева, аппараты «Мир» с рабочей глубиной погружения 6000 м покрывают 98,5 % Мирового океана. С их помощью на дне океана можно исследовать гидротермы (или «чёрные курильщики» — горячие источники на дне океана, располагающиеся в основном в районах срединно-океанических хребтов, на глубине 2—4 км), искать полезные ископаемые и редкоземельные элементы.
С применением «Мир-1» и «Мир-2» в период 1987 по 1991 год проведено 35 экспедиций в Атлантический, Тихий и Индийский океаны. С помощью подводных аппаратов «Мир» были исследованы гидротермальные источники в районах Срединно-Атлантического хребта.

### Экспедиция на Северный полюс
На аппаратах «Мир» 2 августа 2007 года впервые в мире было достигнуто дно Северного Ледовитого океана на Северном полюсе, где был размещён российский флаг и капсула с посланием будущим поколениям.

### Исследование Байкала

Экипаж «Мир-2» (доктор технических наук Юрий Башкуев, мастер подводного пилотажа Герой России Евгений Черняев и академик Михаил Кузьмин) на Байкале, 2009 год

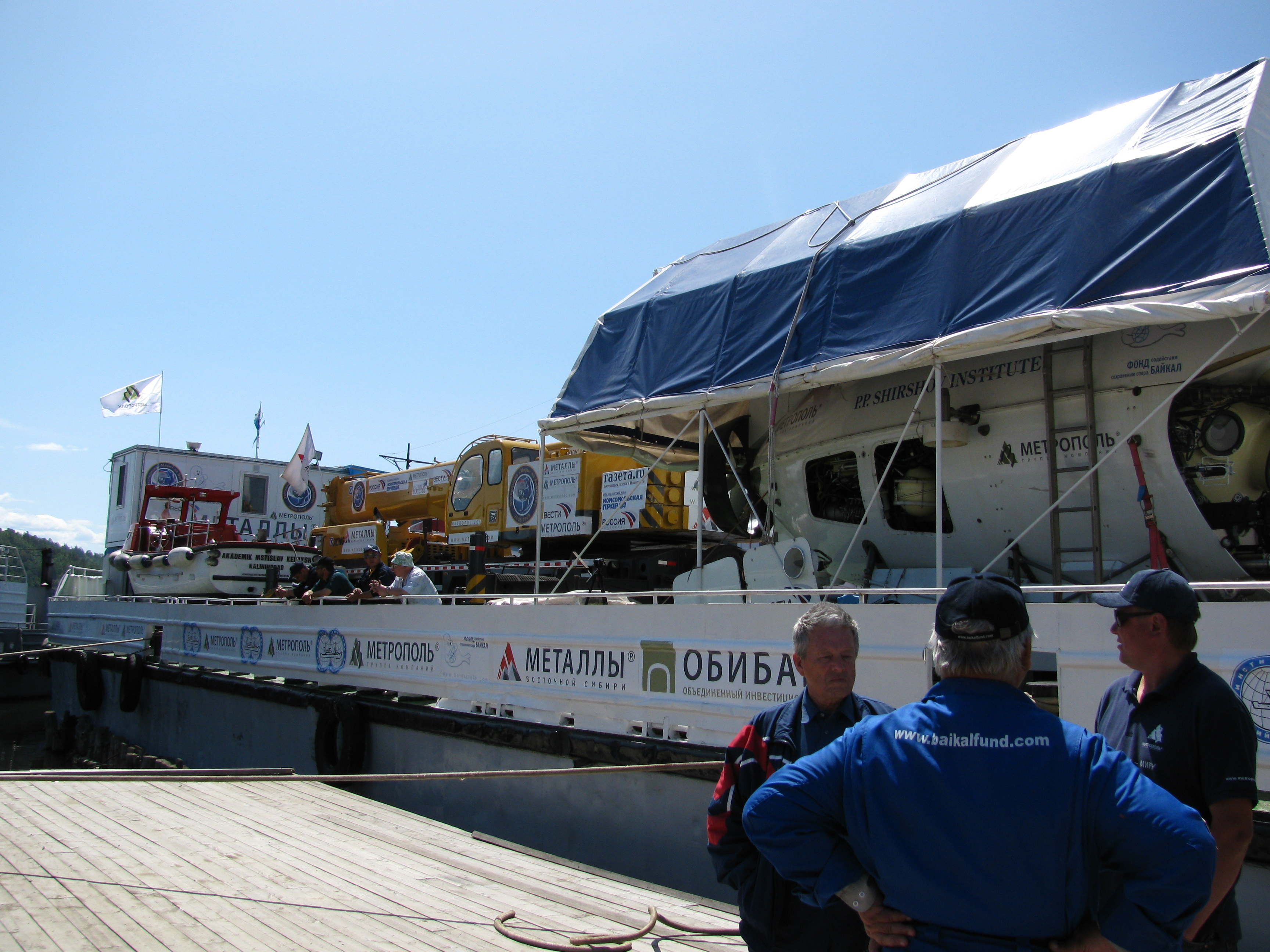
Баржа с аппаратами Мир и 100-тонным автокраном на борту на причале в порту Турка

С июля 2008 оба аппарата два года работали на озере Байкал. На этом озере они провели свои первые глубоководные погружения в пресной воде.
30 июля 2008 года аппарат «Мир-2» столкнулся с плавучей платформой и получил повреждения левого гребного винта.
В 2008 году было осуществлено 53 погружения в средней и южной котловинах озера, в которых приняли участие 72 гидронавта.
Были исследованы природа появления на поверхности озера нефтяных пятен, а также животный мир Байкала. Открыто четыре уровня древних «пляжей», означающие, что Байкал заполнялся постепенно.
На глубине 800 м были найдены три ящика с патронами времён гражданской войны, 7 патронов были подняты.
1 августа 2009 года погружение на дно Байкала на глубоководном аппарате «Мир» совершил премьер-министр России В. Путин.

## Современное состояние
После смены руководства Института океанологии в 2006 году судно обеспечения аппаратов «Мир» «Академик Мстислав Келдыш» было сдано во фрахт, а аппараты были отделены от него. Это стало одной из причин невозможности участия комплекса «Мир» в работах по случаю 100-летней годовщины гибели «Титаника».
Летом 2011 года аппараты «Мир» работали в Швейцарии, исследовали подводный мир Женевского озера. Вскоре после этого задания глубоководные аппараты, созданные специально для Института океанологии РАН, передали под контроль Госкомимущества, их юридический статус был неопределённым.

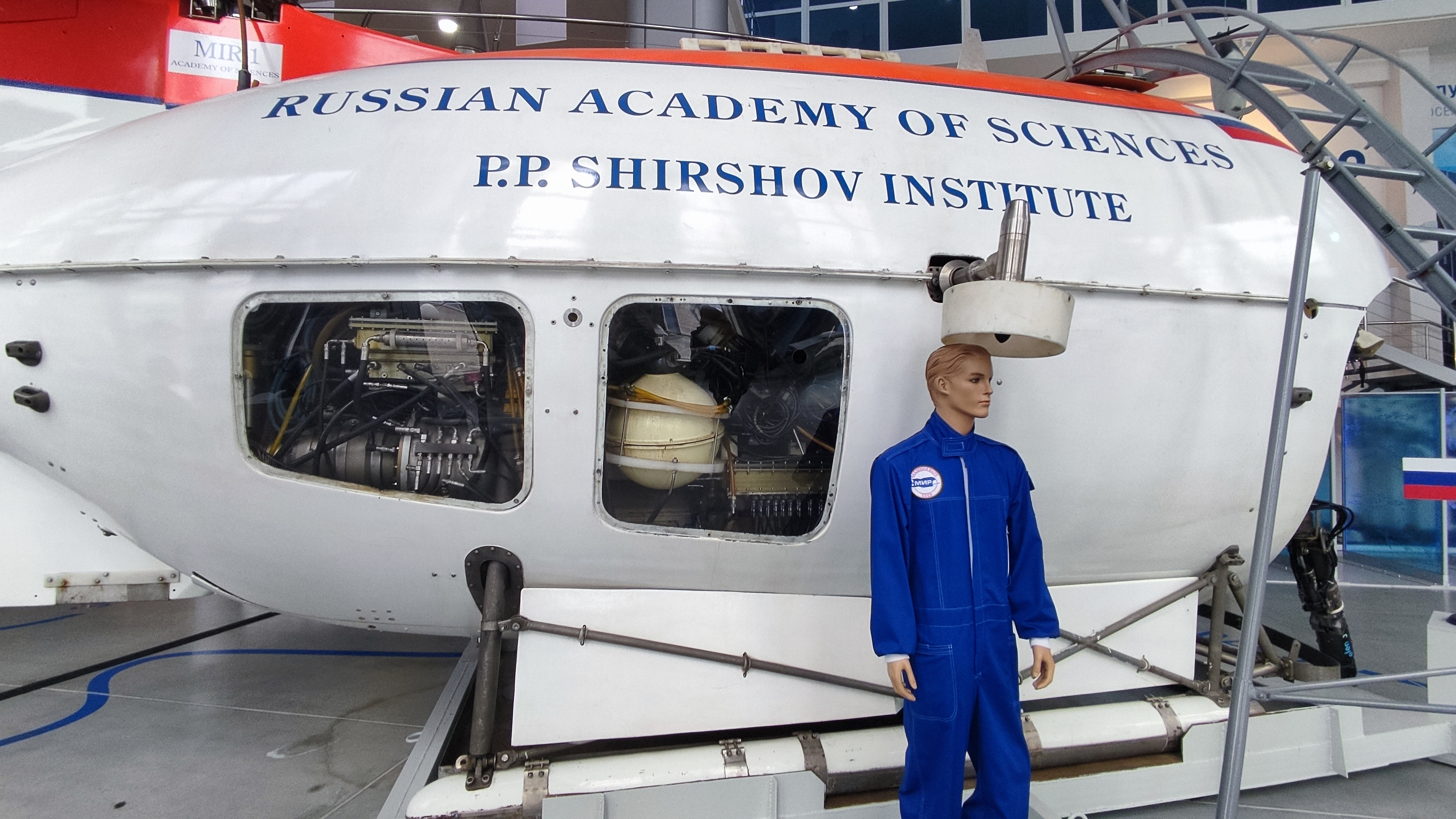
Мир-1 в Музее Мирового океана в Калининграде

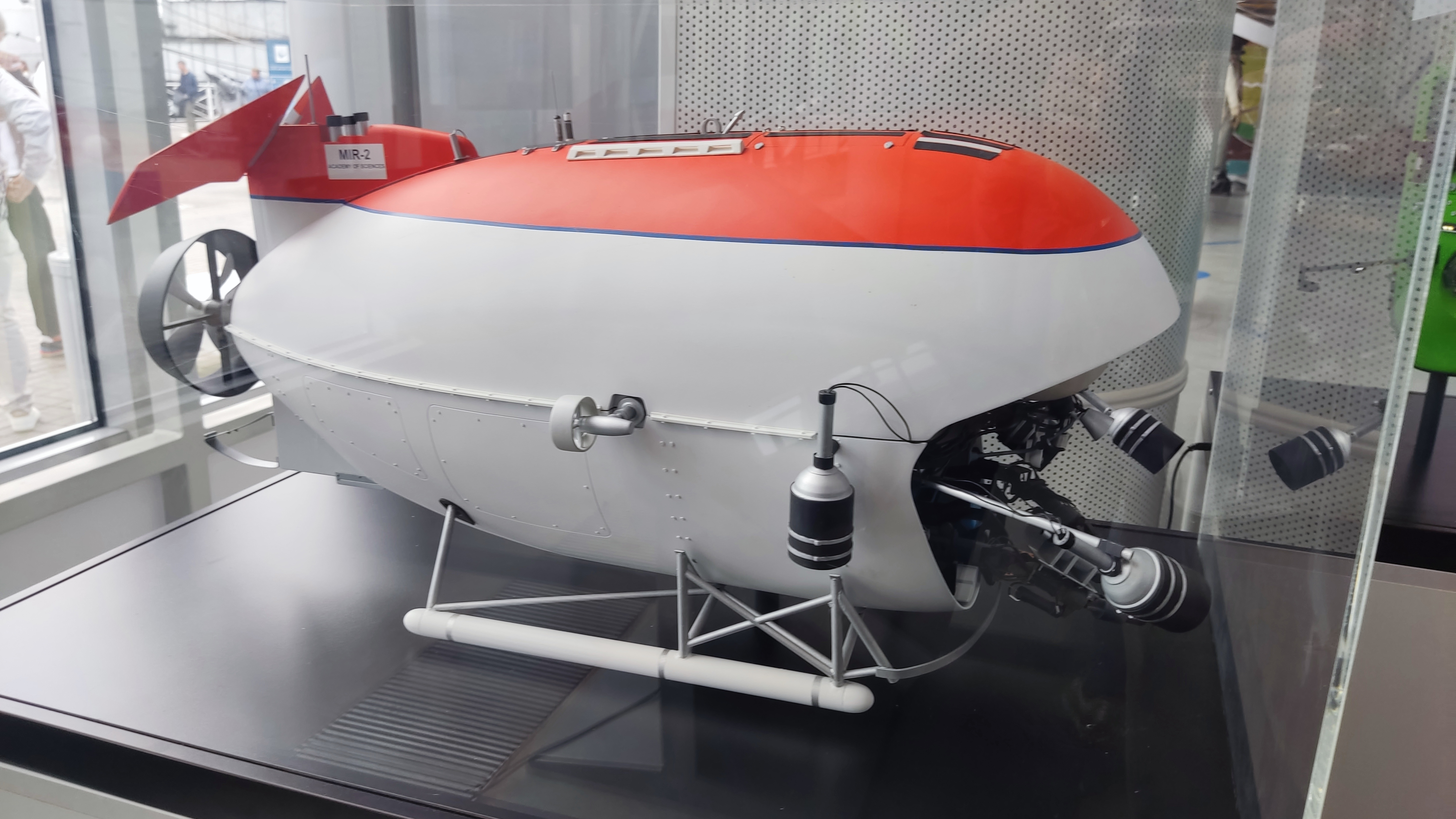
Макет Мир-2 в Музее Мирового океана в Калининграде

В 2015 году аппарат «Мир-1» был помещён в качестве экспоната в Музей Мирового океана. Он находится в пригодном к работе состоянии и при необходимости может быть возвращён на борт «Келдыша». Рядом с ним в музее выставлены копия «Мира-2» в масштабе 1:10 и макет аппарата «Deepsea Challenger», подаренные Джеймсом Кэмероном.
Аппарат «Мир-2» находится в ангаре на базе Института океанологии РАН в Калининграде, с него частично демонтировано внешнее оборудование.
По словам А. М. Сагалевича, несмотря на международный опыт, исследования мирового океана с использованием обитаемых глубоководных аппаратов российскими властями признано нерентабельным, взамен предлагается применять дистанционно управляемые аппараты и роботы. В свою очередь сами «Миры» требуют капитального ремонта, который им необходим каждые 10 лет (последний проводился в 2011 году). В 2017 году рассматривается вопрос об использовании аппаратов китайцами с их судна, которые предлагают также оплатить ремонтные работы. Командир аппаратов Евгений Черняев, наоборот, утверждал, что «Миры» находятся в практически идеальном состоянии и как показало полное их обследование, заложенный запас прочности не позволил основному элементу аппарата — сферам — деградировать несмотря на многолетнюю работу. После проведения профилактических работ и обновления морально устаревшего за последние годы оборудования, «Миры» будут готовы к дальнейшей работе. Вопрос упирается в отсутствие должного финансирования, в отсутствие корабля-носителя и в отсутствие преемственности опыта пилотирования, так как все пилоты «Миров» находятся уже в преклонном возрасте и необходима передача знаний новому поколению.

### Сравнительная оценка
По состоянию на 2008 год, кроме российских «Мир-1» и «Мир-2», в мире существовало ещё два аналогичных аппарата (построено было три). Американский аппарат DSV Sea Cliff, французский Nautile, оба с глубиной погружения 6000 метров, и японский глубоководный обитаемый аппарат «Синкай 6500», поставивший рекорд погружения для существующих аппаратов в 6527 метров. В отчёте «Research Submersibles And Undersea Technologies» американского Центра оценки всемирных технологий (англ. World Technology Evaluation Center) за 1994 год, «подводные аппараты „Мир“ и их судно обеспечения, НИС „Келдыш“, составляют наилучшим образом оснащённый и наиболее работоспособный исследовательский инструмент для глубоководных исследований».

## Командиры
- Сагалевич Анатолий Михайлович («Мир-1»)
- Черняев Евгений Сергеевич («Мир-2»)
- Васильев Дмитрий Валентинович[22]
- Подражанский, Александр Моисеевич
- Нищета Виктор Алексеевич[23]
- Андреев Андрей[22]
- Шашков Николай[22]
- Волчек Леонид Георгиевич[22]